# Ly-Hoa Chai
Ly-Hoa Chai, née le 9 mai 1990, est une joueuse française de badminton, représentant La Réunion au niveau international.

## Carrière
Ly-Hoa Chai est médaillée de bronze en double mixte avec Xavier Chan Fung Ting aux Championnats d'Afrique de badminton 2022 à Kampala.